# Pancovia turbinata
Espèce
Statut de conservation UICN

 LC  : Préoccupation mineure
Pancovia turbinata est une espèce d'arbre de la famille des Sapindaceae.

## Répartition
Ce taxon se rencontre dans les pays suivants : Bénin, Cameroun, Côte d'Ivoire, Gabon, Ghana, Guinée équatoriale, Guinée, Liberia, Nigeria, Ouganda, République centrafricaine, Sierra Leone, Tanzanie.

## Systématique
Le nom correct complet (avec auteur) de ce taxon est Pancovia turbinata Radlk..
Pancovia turbinata a pour synonyme :
- Pancovia pedicellaris Radlk. & Gilg ex Gilg